# Permafrostleiche

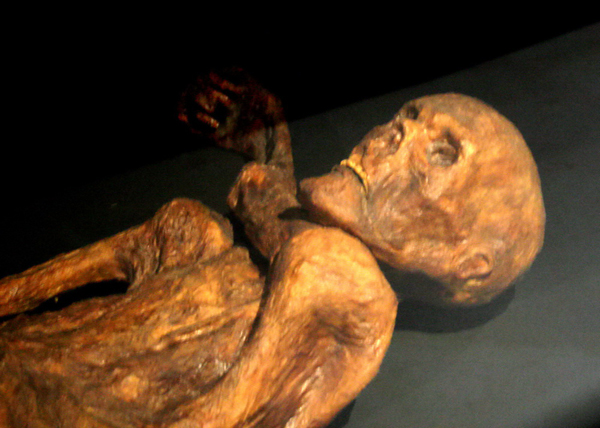
Nachbildung von Ötzi

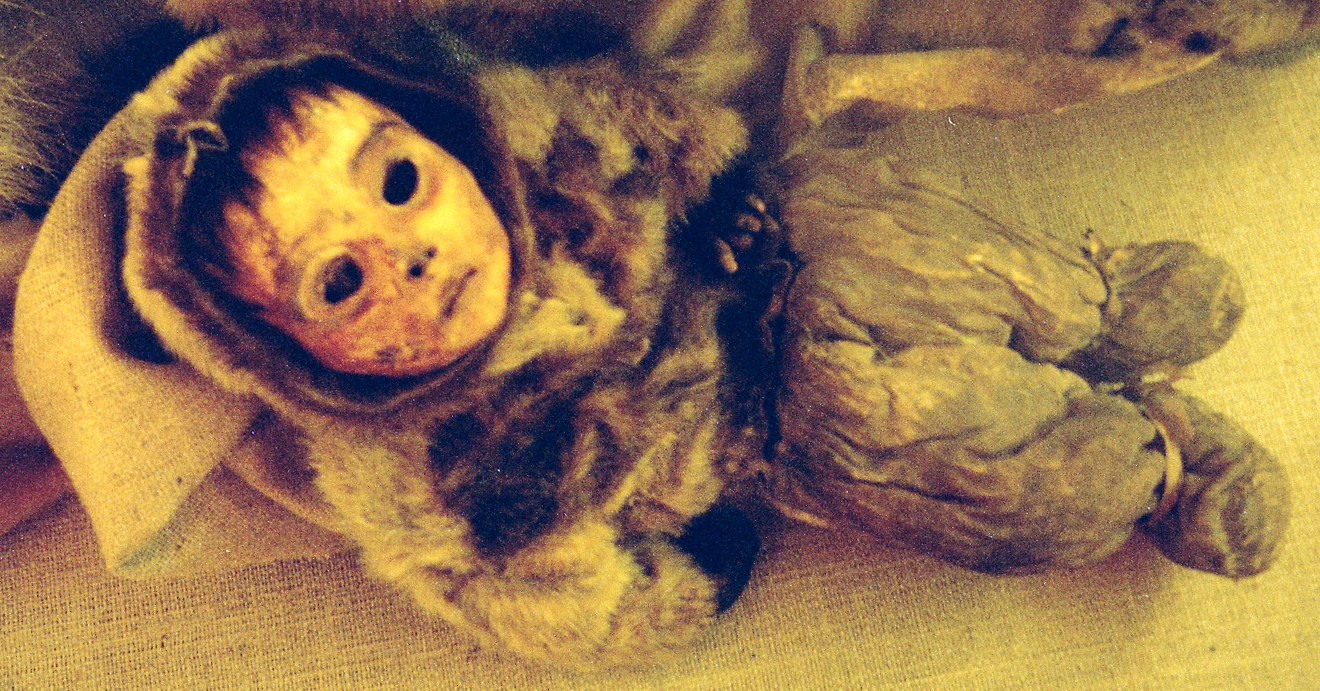
Kindliche Gletschermumie aus Qilakitsoq, Grönland

Eine Permafrostleiche (auch Gletschermumie oder Eismumie) ist eine teilweise oder vollständig mumifizierte Leiche, die sich seit dem Tod bis zum Auffinden permanent unter Frostbedingungen befunden hat. Sie entsteht, wenn ein toter Körper an einem sehr kalten Ort, also in einem vergletscherten oder von Permafrost geprägten Gebiet, gleichsam eingefroren wird. Neben Tieren starben und sterben gelegentlich auch heute noch Menschen unter solchen Bedingungen. Heutzutage handelt es sich dabei in den meisten Fällen um Alpintouristen, die unter Lawinen begraben und nach wenigen Jahren gefunden werden. Die international wohl bekannteste menschliche Gletschermumie dürfte der aus der Kupfersteinzeit stammende, 1991 gefundene Mann vom Tisenjoch (alias Similaun-Mann) sein, bekannter unter seinem „Spitznamen“ Ötzi.

## Entstehung
Werden unter Dauerfrostbedingungen konservierte Leichen nach einiger Zeit gefunden und dann unter normalen Bedingungen aufbewahrt, setzen schnell die bei Leichen üblichen Verwesungsprozesse ein. Bleibt die Leiche dagegen über mehrere Jahre unentdeckt, setzt durch die natürliche Gefriertrocknung ein Mumifikationsprozess ein, der den Leichenkörper über längere Zeiträume konservieren kann. Über Sublimation geht das in der Leiche enthaltene Wasser langsam in die Umgebungsluft über oder bildet bei Luftabschluss allmählich eine Eislinse um den gefrorenen Leichenkörper, jeweils ohne dass Fäulnis- oder Verwesungsprozesse stattfinden. Dies wird durch niedrigen Luftdruck und trockene Umgebungsluft gefördert, wie sie für alpine Gebiete typisch ist. An exponierten Körperteilen wie Nasenspitze, Ohren oder Fingern kann es bereits nach wenigen Monaten zu einer Teilmumifizierung kommen. Damit eine Gletschermumie entsteht, muss die Leiche vor aasfressenden Tieren ebenso geschützt sein wie vor mechanischer Zerstörung durch Boden- bzw. Gletscherbewegungen und auch vor sonstigen Zersetzungsprozessen. Die meisten der alten Frostleichen sind vermutlich entstanden, indem die Leichen gänzlich von Eis umgeben und so vor äußeren Einflüssen geschützt waren.
Gletschermumien ähneln äußerlich Mumien, die durch Hitzetrocknung entstanden sind, die inneren Organe können aber besser erhalten sein als bei diesen. Knochen und Knorpel, Haare und Nägel sind im Allgemeinen gut erhalten. Die über die Knochen gespannte Haut der Gletschermumien ist lederartig derb und braun oder schwärzlich. Die Muskeln sind vertrocknet.

## Permafrostleichen von Menschen
Heute befinden sich in vielen gerichtsmedizinischen Instituten menschliche Gletschermumien, die seit Jahrzehnten bei Zimmertemperatur aufbewahrt werden. Sie können bis zu ihrem Auffinden mehrere Tausend Jahre überdauert haben und sind dann Objekte der Gletscherarchäologie. Der Mann vom Tisenjoch, besser bekannt unter dem Namen Ötzi, dessen Mumie 1991 in den Ötztaler Alpen gefunden wurde, hatte in der zweiten Hälfte des vierten Jahrtausends vor Christus gelebt. Neben Ötzi gibt es in den Alpen lediglich zwei weitere einigermaßen gut erhaltene ältere Gletschermumien, den sogenannten Söldner von Theodul und eine Porchabella genannte weibliche Gletscherleiche aus der Zeit um 1690. Forscher entdeckten auch Gletschermumien in arktischen Gebieten. Auf der Sankt-Lorenz-Insel in der Beringsee wurde im Jahr 1970 ein weiblicher Körper aus der Zeit um das Jahr 400 gefunden. Aus Sibirien sind Grabstätten aus dem 7. und 3. Jahrhundert vor Christus bekannt, in denen sich gut konservierte Leichen mit intakten Weichteilen befanden. In Grönland wurden in Qilakitsoq zwei mittelalterliche Gräber aus etwa dem Jahr 1475 entdeckt, die insgesamt sechs Frauen und zwei Kinder enthielten. Diese waren gut genug erhalten, um filigrane Tätowierungen im Gesicht erkennen zu lassen. Weitere Permafrostleichen aus Westgrönland sind bekannt, aber jüngeren Datums. Aus derselben Zeit stammen einige Leichen aus dem heutigen British Columbia in Kanada sowie aus den Anden. In den Anden wurden beispielsweise 1999 mehrere Kinderleichen auf dem 6700 Meter hohen Llullaillaco entdeckt. In Barrow in Alaska wiederum wurden zwei Gletschermumien und drei Skelette von Menschen entdeckt, die um 1500 vermutlich durch Meereis zu Tode gedrückt worden waren.
Im Sommer 2006 wurde im Permafrostboden des Altaigebirges in der südsibirischen Republik Tuwa von Hermann Parzinger und Mitarbeitern des Deutschen Archäologischen Instituts aus einer Grabkammer die Eismumie eines skythischen Reiterkriegers geborgen. Ihr Alter wurde auf 2500 Jahre geschätzt. Die Mumie trug einen prächtigen Pelzmantel und einen kunstvoll verzierten und vergoldeten Kopfschmuck. Auch ein Kompositbogen ist erhalten.

## Permafrostleichen von Tieren

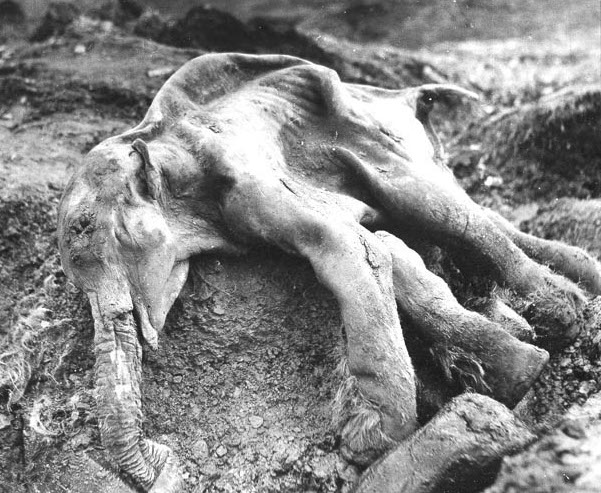
Das Wollhaarmammutkalb Dima am Fundort im nordostsibirischen Kolyma-Becken im einstigen Beringia. Die hervorragend erhaltene Eismumie des ca. 115 cm langen Männchens fand ein Arbeiter 1977 bei der Goldgewinnung. Dima starb vor etwa 39.000 Jahren im Alter von 6 bis 8 Monaten.

Die Mumifikation durch Kälte trifft nicht nur Menschen. Relativ zahlreich etwa sind mumifizierte Mammuts, die in Sibirien gefunden wurden. Vermutlich starben die meisten dieser Mammuts, indem sie ins Eis einbrachen und dann unter Luftabschluss mumifizierten. Heute bringt sie die Erosion oder die Suche nach Bodenschätzen wieder an die Erdoberfläche. Der Wissenschaft sind etwa 50 Exemplare bekannt, wobei zu vermuten ist, dass zahlreiche weitere Mammuts gefunden wurden, aber nur ihr Elfenbein verwertet wurde.
Im sibirischen Permafrostboden haben sich die Überreste dieser pleistozänen Großsäuger, die zur Megafauna der Mammutsteppe gehörten, bis in unsere Tage derart gut erhalten, dass ihre inneren Organe, die Muskulatur und sogar das Blut noch heute von Füchsen, Wölfen und Hunden gefressen werden können. Solche Funde sind dann von besonderem Wert, wenn sich Zellstrukturen erhalten haben, an denen zytologische und histologische Untersuchungen Aufschluss über Unterschiede zwischen Zellen dieser Tiere und heutigen Tieren geben und somit Aussagen über die Physiologie der ausgestorbenen Tierart erlauben. Auch Genmaterial kann erhalten sein. Es sind deshalb in neuester Zeit Überlegungen angestellt worden, ob es möglich wäre, ausgestorbene Tierarten mit gentechnischen Methoden (Klonen) wieder zum Leben zu erwecken, doch bedingt durch den Zerfall der DNA nach dem Tod eines Lebewesens waren entsprechende Bemühungen bisher noch nicht erfolgreich. 1977 konnte erstmals aus Muskelgewebe eines in Fairbanks (Alaska) gefundenen Wollhaarmammuts (Mammuthus primigenius) ein Protein isoliert werden, an dem eine exakte Bestimmung einer Verwandtschaft zu rezenten Elefanten möglich war. Es stellte sich heraus, dass das im Mammut gefundene Protein (ein Immunglobulin) zu seiner Entsprechung im Indischen und Afrikanischen Elefanten etwa den gleichen Verwandtschaftsgrad aufwies wie die Globuline dieser beiden Elefantenarten untereinander. Der molekularbiologische Beweis der verwandtschaftlichen Nähe dieser Tiere war erbracht.
Im Folgenden werden einzelne wichtige Funde aufgelistet:
- im größeren Maße gehören sie zum Wollhaarmammut, darunter

- der etwa 14.000 alte Körper einer 20 Jahre alten Wollhaarmammut-Kuh mit Namen Élmayuujey'eh (kurz: Elma), die zusammen mit zwei Jungtieren bei dem Camp Swan Point in Alaska verendete.
- der etwa 40.000 Jahre alte Körper des Wollhaarmammutkalbs Dima aus Nordostsibirien, gefunden im Juni 1977; und ein ca. 28.600 Jahre alter Körper eines Mammuts (Buttercup) von der Kleinen Ljachow-Insel (englisch Maly Lyakhovsky Island), gefunden 2012.
- das etwa 30.000 Jahre alte Wollhaarmammut-Baby Nun Cho Ga, weiblich, ca. 1 Monat alt geworden, gefunden am 21. Juni 2022 am Eureka Creek (einem Nebenfluss des Indian River), Klondike Gold Fields, Yukon, Kanada.
- ein teilweise erhaltenes Mammut-Kalb Effie, gefunden 1948 im Innern Alaskas

- ebenfalls mehrfach sind Reste des Steppenbisons bekannt, hier

- der rund 35.000 Jahre alte Kadaver des Steppenbisons Blue Babe, gefunden 1979 nahe Fairbanks, Alaska
- der Yukagir-Bison aus dem nördlichen Jakutien, der mit einem Alter von 10.500 Jahren vor heute zu den jüngsten Nachweisen der Art zählt

- vergleichsweise häufig ist auch das Wollnashorn vertreten, so

- das bereits in den 1970er Jahren entdeckte Nashorn-Individuum von Tschuraptscha
- die partiell erhaltene Karkasse eines rund anderthalbjährigen Jungtiers vom Einzugsgebiet des Semjuljach-Flusses aus dem Jahr 2014
- ein zu 80 % erhaltener Kadaver eines gut vierjährigen Kalbes, gefunden im August 2020 und vor 36.940 bis 36.540  Jahren gestorben.

- ein Pferdefohlen, ca. 2 Wochen, etwa 40.000 Jahre alt, gefunden 2018 von Bewohnern der Region im Batagaika-Krater in der nordsibirischen Taiga.[19]
- ein Höhlenbär (Ursus spelaeus) aus dem Karginski-Interglazial, d. h. 22.000 – 39.500 Jahre alt, gefunden auf einer der Großen Ljachow-Insel (siehe Ljachow-Inseln) und ein Höhlenbär-Junges auf dem Festland in Jakutien[20]
- die folgenden mumifizierten Höhlenlöwen (Panthera spelaea):

- Uyan und Dina, männlich bzw. weiblich, beide etwa 1–2 Wochen, bis zu 55.000 Jahre alt, im Sommer 2015 gefunden am Ufer des Flusses Ujandina im Abyjski-Distrikt in Jakutien.

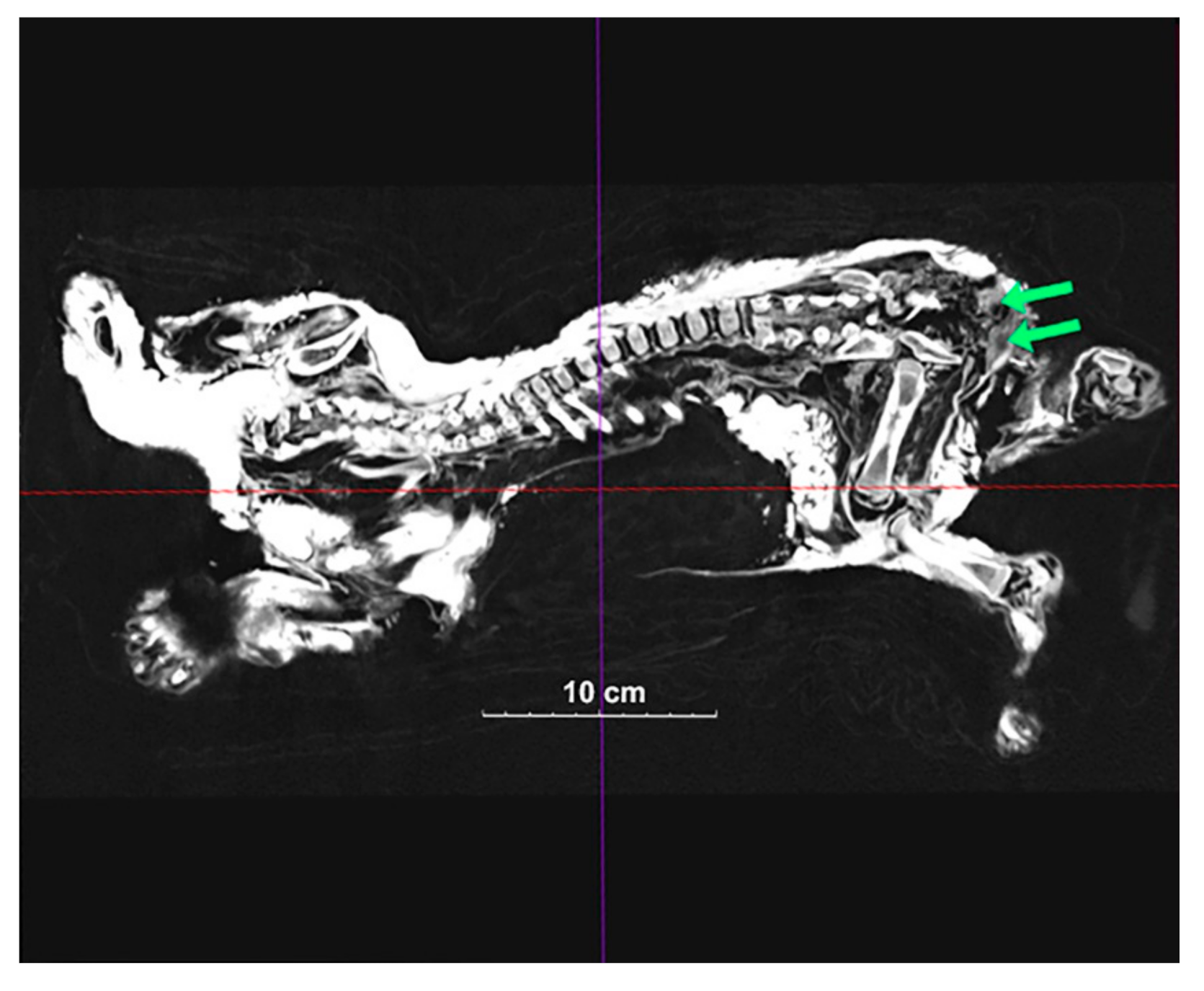
Ein 2D-Bild des Höhlenlöwenjungen Boris zeigt die Innenstruktur.

- Boris, männlich, 1–2 Monate, Alter ca. 43.000 Jahre, 2017 gefunden am Ufer des Flusses Semjuljach, einem rechten Zubringer des Tirechtjach, seinerseits ein rechter Nebenfluss der Indigirka, ebenfalls im Abyjski-Distrikt von einem örtlichen Anwohner namens Boris Berezhnev auf der Suche nach Mammut-Stoßzähnen.

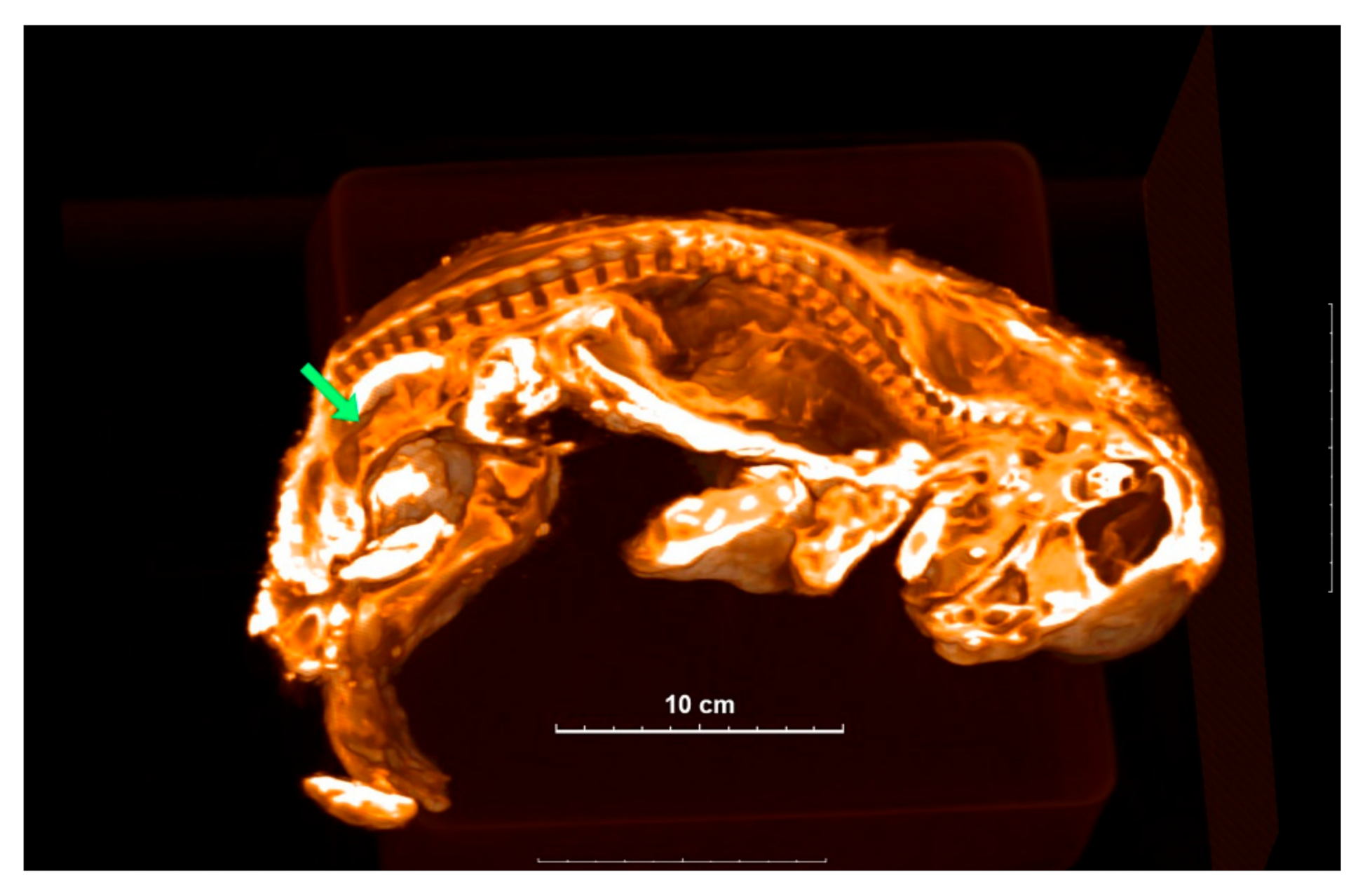
Ein Schnitt durch ein 3D-Bild der jungen Höhlenlöwin Sparta zeigt die innere Struktur.

- Sparta, weiblich, 1–2 Monate, Alter ca. 28.000 Jahre, 2018 ebenfalls von Boris Berezhnev gerade 15 Meter entfernt, wo Boris lag. Das Exemplar ist außerordentlich gut erhalten inkl. Schnurrhaare und intakten inneren Organen, möglicherweise die bis dato am besten erhaltene tierische Permafrostleiche.

- Vom Fluss Badjaricha in der Republik Sacha im nördlichen Sibirien stammt das drei Wochen alte Jungtier der Säbelzahnkatze Homotherium, das vor rund 36.000 Jahren starb und mit dem Kopf, dem vorderen Rumpf und den Vorderbeinen erhalten blieb. Die Eismumie wurde im Jahr 2020 gefunden und gewährt erstmals Einblick in das äußere Erscheinungsbild einer Tierart, für die keine rezenten Analogien existieren.[24]
- die folgenden mumifizierten Caniden:

- 32.000 Jahre alter Wolfskopf aus Jakutien, im Sommer 2018 gefunden
- Dogor (jakutisch Догор ‚Freund‘ und Wortspiel englisch dog or (wolf), männlich, ca. 2 Monate oder mehr, Alter ca. 18.000 Jahre) gefunden 2018 bei Belaja Gora, Jakutien
- Tumat 1 und Tumat 2 (jakutisch Тумат ‚Tumat‘), zwei weibliche Welpen, die vor 14,970 bis 14,050 Jahren im Alter von sieben bis neun Wochen starben und genetischen Untersuchungen zufolge ´Wurfgeschwister sind. Sie wurden 2011 beziehungsweise 2015 bei dem Dorf Tumat im Ust-Janski-Distrikt (englisch Ust-Yana region), Jakutien, gefunden.
- Zhùr (hänisch Zhùr ‚Wolf‘, weiblich, ca. 7 Wochen, Alter ca. 57.000 Jahre) gefunden 2016 in den Klondike Goldfields nahe Dawson City im Yukon-Territorium, Kanada.

- ein mumifizierter Arktischer Ziesel (engl. arctic ground squirrel), Alter ca. 30.000 Jahre, 2018 von einem Goldschürfer in den Klondike Fields, Yukon, auf dem Gebiet der Tr’ondek Hwech’in First Nation gefunden.[31]
- der 64 cm lange Kadaver von Lepus tanaiticus, einem Verwandten des Schneehasen, aus dem Flusstal des Indigirka-Nebenflusses Ogorocha, das Alter beträgt 36.500 bis 30.900 Jahre.[32]
- der tiefgefrorene Kadaver einer Ohrenlerche vom Ufer des Tirechtych im Einzugsgebiet der Indigirka, dessen Alter auf etwa 42.600 Jahre vor heute bestimmt wurde.[33]